# General Penitentiary
General Penitentiary è il secondo album full-length del cantante dancehall reggae giamaicano Nitty Gritty, pubblicato nel 1987 dall'etichetta discografica Black Victory Records.

## Tracce
1. General Penitentiary – 3:45
2. Penitentiary Dub – 3:41
3. Can't Test Me – 3:55
4. Test Me Dub – 3:31
5. Tell Me Whata Gwann – 3:43
6. Gwann Dub – 3:42
7. Under the Moonlight – 3:55
8. Moonlight Dub – 3:48

## Formazione
- Nitty Gritty - voce

### Studio One Band
- Errol "Bagga" Walker - basso
- Wycliffe "Steely" Johnson - batteria
- Dalton Browne - chitarra ritmica
- Pablove Black - piano, organo
- Jerry Johnson - sassofono